# شرکت مجتمع صنعتی سیمان استهبان
مجتمع صنعتی سیمان استهبان یکی از برندهای معتبر و پیشرو در صنعت سیمان کشور است که در شهرستان استهبان، واقع در استان فارس قرار دارد. این شرکت با هدف تأمین نیازهای زیرساختی، عمرانی و صنعتی منطقه جنوب ایران، از سال ۱۳۷۷ فعالیت تولیدی خود را آغاز کرده و با بهره‌گیری از تجهیزات فنی، نیروی انسانی متخصص و مدیریت یکپارچه، جایگاه مهمی در میان تولیدکنندگان سیمان کشور کسب کرده‌است.

## نمای کلی
- نام کامل: مجتمع صنعتی سیمان استهبان
- نوع مالکیت: سهامی خاص
- سال بهره‌برداری: ۱۳۷۷ خورشیدی
- محصولات اصلی: سیمان خاکستری تیپ ۲ و تیپ ۵ – دارای زیرساخت فنی جهت تولید سیمان سفید
- موقعیت جغرافیایی: ۵ کیلومتری شهرستان استهبان، استان فارس
- مدیریت شرکت:
  - مدیرعامل: حاج حسین غلام‌زاده زنگنه
  - رئیس هیئت‌مدیره: ابراهیم غلام‌زاده زنگنه
  - نایب‌رئیس هیئت‌مدیره: سید محمد هاشمی البحرانی

## تاریخچه
شرکت سیمان استهبان در راستای توسعه منطقه‌ای و پاسخ‌گویی به نیاز روزافزون بازار جنوب کشور به مصالح ساختمانی با کیفیت، در سال ۱۳۷۷ به بهره‌برداری رسید. راه‌اندازی این مجتمع صنعتی نقش بسزایی در ایجاد اشتغال، رونق اقتصادی و رشد زیرساخت‌های فنی در استان فارس داشته است.

## تولید و توانمندی‌ها
این مجتمع توانایی تولید انواع سیمان خاکستری تیپ ۲ و تیپ ۵ را دارد که مورد استفاده در پروژه‌های ساختمانی، عمرانی و صنعتی قرار می‌گیرند. همچنین زیرساخت‌ها و تجهیزات فنی کارخانه امکان تولید سیمان سفید را نیز فراهم کرده که در صورت نیاز بازار قابل بهره‌برداری است.

## موقعیت
کارخانه در موقعیتی راهبردی در فاصلهٔ ۵ کیلومتری شهر استهبان احداث شده که ضمن نزدیکی به منابع معدنی، به راه‌های ارتباطی و بازارهای مصرف داخلی و منطقه‌ای نیز دسترسی مناسبی دارد.

## جایگاه و برند
سیمان تولیدی این مجتمع با برند «سیمان استهبان» شناخته می‌شود و از اعتبار فنی و کیفیت بالایی در میان فعالان صنعت ساختمان برخوردار است. این برند در سطح استان فارس و استان‌های همجوار از جایگاه ویژه‌ای برخوردار بوده و در پروژه‌های بزرگ مورد استفاده قرار گرفته‌است.